# Haemaphysalis primitiva
Haemaphysalis primitiva este o specie de căpușe din genul Haemaphysalis, familia Ixodidae, descrisă de H. T. Teng în anul 1982. Conform Catalogue of Life specia Haemaphysalis primitiva nu are subspecii cunoscute.